# Alessandria Challenger 2008
L'Alessandria Challenger 2008, noto anche come Trofeo Cassa di Risparmio Alessandria, è stato un torneo di tennis facente parte della categoria ATP Challenger Series nell'ambito dell'ATP Challenger Series 2008. Il torneo si è giocato a Alessandria in Italia dal 26 maggio al 1º giugno 2008 su campi in terra rossa e aveva un montepremi di $35 000+H.

## Vincitori

### Singolare
Paolo Lorenzi ha battuto in finale  Simone Vagnozzi con il punteggio di 4–6 7–6(5) 7–6(4)

### Doppio
Flavio Cipolla /  Simone Vagnozzi hanno battuto in finale  Matwé Middelkoop /  Melle van Gemerden con il punteggio di 3–6 6–1 (10-4)